# *由貴の結晶*
『＊由貴の結晶＊』（ゆきのけっしょう）は、携帯サイト「声優アニメイト+hm3」内の「おしゃべり放送局」で配信中のミニラジオ番組である。

## 概要
- 配信日：毎週月曜日
- パーソナリティー： 松岡由貴
- 配信サイト：声優アニメイト+hm3 おしゃべり放送局（月額315円）

## 番組内容

### 番組構成
- 配信時間は6分程度
- 以前は電話回線による配信が行われていたが、現在はストリーミングもしくはダウンロード配信のみである。

### 番組コーナー
- フリートーク：松岡由貴がいかにして現在に至ったのか、学生時代の話、青二塾時代の話、大阪時代の話、上京してからの話、家族の話など、本人がこれまで半生を赤裸々に、かつユーモアを交えて語る。
- 構成：1週目はふつおた、残り3、4週は近況のフリートークと半生のフリートークとなることが多い。
- ゲスト：番組最初で最後のゲストとして杉山紀彰が出演した。この時は半生の話は一時中断し、ふつおたに二人で答える、杉山をいじるなどしていた。